# Хартмансдорф-Рајхенау
Хартмансдорф-Рајхенау (њем. Hartmannsdorf-Reichenau) општина је у њемачкој савезној држави Саксонија. Једно је од 41 општинског средишта округа Зексише Швајц-Остерцгебирге. Према процјени из 2010. у општини је живјело 1.148 становника. Посједује регионалну шифру (AGS) 14628150.

## Географски и демографски подаци
Хартмансдорф-Рајхенау се налази у савезној држави Саксонија у округу Зексише Швајц-Остерцгебирге. Општина се налази на надморској висини од 569 метара. Површина општине износи 28,3 km². У самом мјесту је, према процјени из 2010. године, живјело 1.148 становника. Просјечна густина становништва износи 41 становника/km².